# Heterochroma hypatia
Heterochroma hypatia är en fjärilsart som beskrevs av Druce 1889. Heterochroma hypatia ingår i släktet Heterochroma och familjen nattflyn. Inga underarter finns listade i Catalogue of Life.